# Brotherella lorentziana
Brotherella lorentziana là một loài rêu trong họ Sematophyllaceae. Loài này được (Molendo ex Lorentz) Loeske mô tả khoa học đầu tiên năm 1914.